# 인디펜던트 스피릿 어워드
인디펜던트 스피릿 어워드(Independent Spirit Awards)는 1984년부터 시작한 미국의 영화 관련 수상식으로 원래 이름은 독립영화의 친구들(FINDIE Awards, "Friends of Independents")이었다. 수상자에게는 아크릴로 된 피라미드 모양의 상패를 수여하며 소자본으로 제작되는 독립영화를 상징하도록 제작된다. 1986년 지금의 이름인 Independent Spirit Awards로 개칭됐다. 독립영화 제작자들과 관련 작품을 육성하자는 취지하에 비영리기구인 독립영화(Film Independent)에서 기획하고 후원한다. 2007년부터는 Film Independent's Spirit Awards로 이름을 부르게 됐으며 2006년부터 수상자들의 상패 모양이 바뀌었다. 그리스식 기둥처럼 생긴 상패 맨 위에 새가 앉아 있는 모양이다.
시상식은 캘리포니아주 샌타모니카에서 열리며 대개는 아카데미 시상식 하루 전에 열린다. 1994년부터는 독립영화 채널을 통해 시상식을 방송한다.

## 같이 보기
- 선댄스 영화제